# Йоргенсен, Ниндзя
Ниндзя Луиза Йоргенсен (англ. Ninja Louise Jorgensen; 6 июля 1940 — 3 октября 2017) — американская волейболистка.
Начала заниматься волейболом во время учёбы в калифорнийском колледже Оксидентал. По окончании учебного заведения преподавала физкультуру в старшей школе Глендейла, при этом продолжая занятия волейболом. В 1963 году она получила награду AAU как волейболист года.
В 1967 года Йоргенсен в составе национальной команды США победила на Панамериканских играх. Она играла за сборную Соединённых Штатов на летних Олимпийских играх 1968 года, дважды участвовала в первенствах  мира (1967 и 1970). Международная карьера Ниндзи завершилась в 1973 году. Была официальным лицом NCAA.
Проведя более 36 лет на работе в глендейлской школе, вышла на пенсию в 1998 году.
В 2015 году Йоргенсен была введена в Зал спортивной славы Лос-Анджелеса.